# 藤沢元造
藤沢 元造（ふじさわ げんぞう、1874年〈明治7年〉1月1日 - 1924年〈大正13年〉9月20日）は、日本の政治家、衆議院議員（1期）。

## 経歴
大阪市生まれ。幼少期から儒学者の父・藤沢南岳の薫陶を受け、16歳で東京に出て共立学校（現・開成中学校・高等学校）で学ぶ。清国・南京に2年間留学し、帰国後、父が再興した漢学塾泊園書院を継承。
1908年（明治41年）の第10回衆議院議員総選挙において大阪府郡部から無所属で立候補し当選。1911年（明治44年）に南北朝における皇室の正統に関する南北朝正閏問題をめぐって、「南朝正統論」の立場で桂太郎内閣に質問書を提出し世論を沸かせた。「南北朝並立」の史観を教科書に載せた政府・文部省を糾弾する目的だったが、桂に説得され撤回した。同年2月16日に議員を辞職した。
その後、大阪に戻り、子弟の教育を行う傍ら父の著作を整理し、また大阪府立高等医学校（現・大阪大学医学部）嘱託教授となる。
編著に『亡友詩存』『菁莪余録』『洗酲余録』『我が観たる孔子』などがある。1924年死去。

## 著書
- 『亡友詩存』青木嵩山堂、1904年3月。NDLJP:893137
- 『霜月余光』藤沢元造、1905年7月。NDLJP:892937
- 『洗酲余録』筒井民次郎、1914年。NDLJP:3439243